# Ghost (musikgrupp)
För andra betydelser, se Ghost (olika betydelser).
Ghost är ett rockband från Linköping bildat 2006. Bandet har satanistiska inslag och utmärks av att de använder förklädnader och teaterelement på scen och i publicerat material. Bandet uppmärksammades år 2010 bland annat på grund av att medlemmarna uppträdde med masker och till en början inte avslöjade sina identiteter.
Bandet består av karaktärer från en påhittad sekt och alla förutom sångaren går under benämningen Nameless Ghoul (Namnlös Gast). Sångaren Tobias Forge spelar identiteten Papa Emeritus, en sekttitel given till bandets sångare. I teatern byts Papa Emeritus ut mot en ny Papa Emeritus var gång ett nytt album släpps. Nya Papa Emeritus får då ett suffix bestående av ett löpnummer (traditionellt stavat med romerska siffror) för att förmedla hur många Papa Emeritus som varit före honom (Papa Emeritus I, II, III, IV, etc).
I och med albumet Skeletá introducerades frontfiguren Papa V Perpetua, den första i bandets historia som inte haft titeln Emeritus.
Gruppens texter är inriktade åt det satanistiska hållet och hånfullt mot den kristna befolkningen. Gruppen har fått viss kritik för sitt uttryck, främst i USA där de har uppfattats som kontroversiella, framför allt av den religiösa massan.

## Historia

### Opus Eponymous (2010–2012)

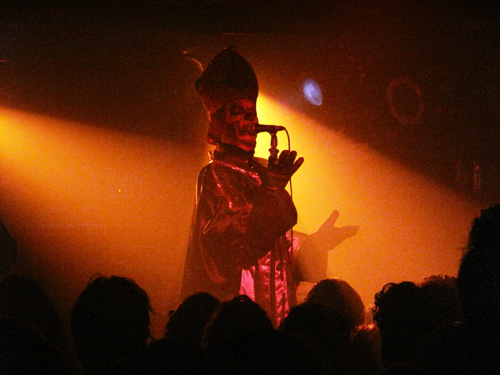
Ghost live 2011.

I april 2010 släppte bandet en demo med fyra låtar, Ritual, Elizabeth, Death Knell och Prime Mover. De gav ut sin första singel Elizabeth i juni 2010 och i oktober samma år släpptes debutalbumet Opus Eponymous via skivbolaget Rise Above Records. Deras första spelning ägde rum på Hammer of Doom Festival i Tyskland den 23 oktober 2010.
Under hela 2011 turnerade Ghost runtom i världen, på bland annat Sweden Rock Festival, Metaltown, Getaway Rock Festival, Hellfest, Wacken Open Air, Muskelrock och Roskildefestivalen.

### Infestissumam (2013–2014)

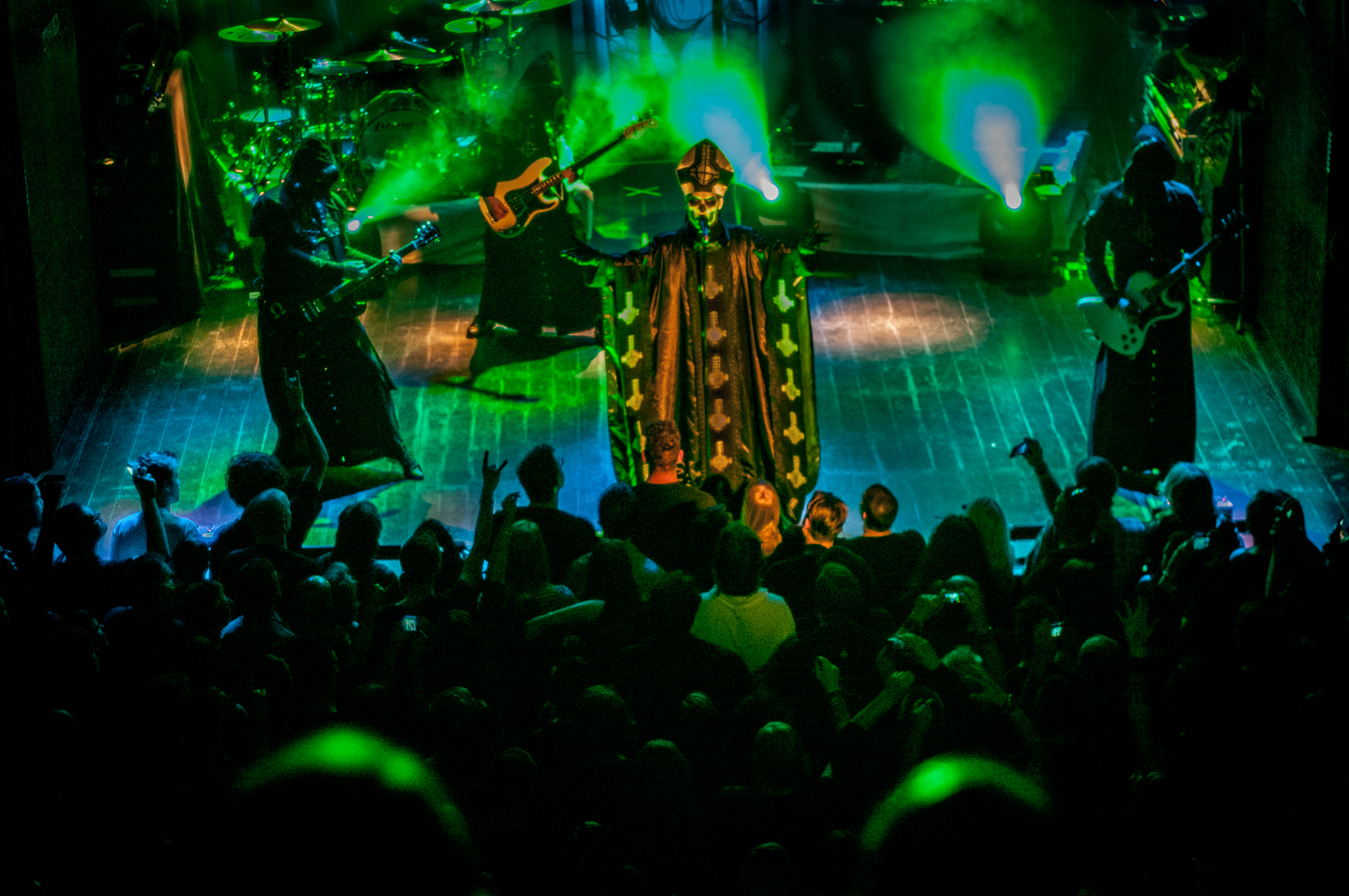
Ghost i Utrecht 2013.

Den 15 december hade bandet en spelning på Cupolen i sin hemstad Linköping och i slutet på spelningen lämnade Papa Emeritus I över sin mikrofon till den nye sångaren Papa Emeritus II. I samband med det släpptes en cover på Abbas låt "I'm a Marionette".
Bandet spelade på P3 Guld-galan i januari 2013 med nya singeln "Secular Haze" och den 12 mars släppte bandet singeln "Year Zero". Deras andra album Infestissumam gavs ut den 10 april 2013 och därefter genomfördes en lång turné runt om i världen. I samband med albumsläppet var bandet tvungna att byta namn till Ghost B.C. istället för enbart Ghost enligt skivbolaget i USA. B.C. stod för både Because Copyright och Before Christ, men 2015 togs namnet bort officiellt.
Den 20 november 2013 släppte de EP:n If You Have Ghost som innehåller coverlåtar av Abba, Roky Erickson, Depeche Mode och Army of Lovers samt livespåret "Secular Haze". EP:n producerades av Dave Grohl som även spelar trummor. EP:n nådde plats 87 på Billboard 200 och sålde 5 000 exemplar första veckan i USA. 
Den 19 februari 2014 tog bandet emot en grammis för årets hårdrock/metal.

### Meliora (2015–2017)

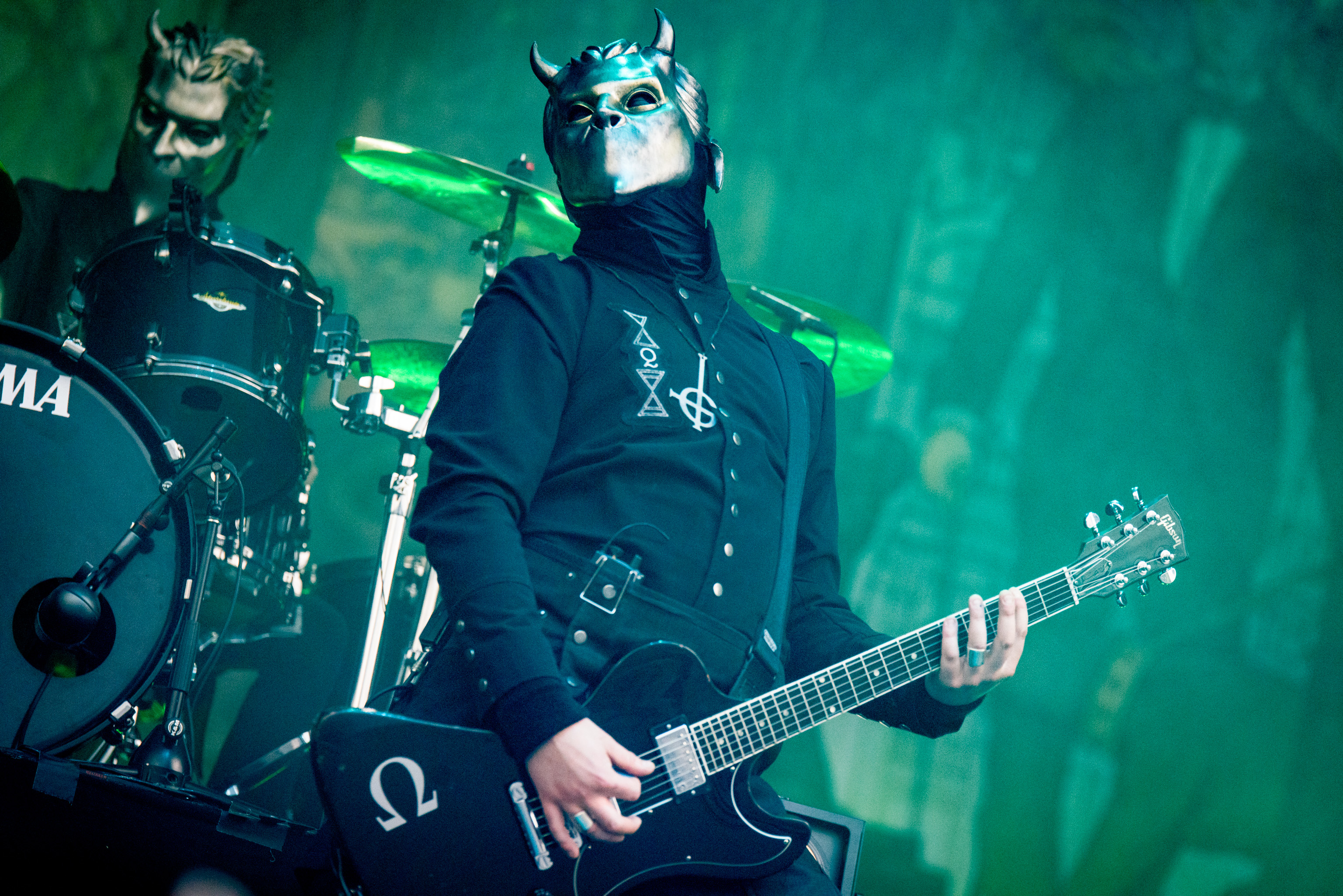
Ghost live på Rockavaria i Münchens olympiapark 2016.

Den 28 maj visades en reklamfilm på TV-kanalen VH1 där det meddelades att sångaren Papa Emeritus II fått sparken och skulle ersättas av Papa Emeritus III. I reklamfilmen kunde man även höra introt på en ny låt – "From the Pinnacle to the Pit". Den 3 juni 2015 höll Ghost en konsert i hemstaden, Linköping, där "Papa Emeritus II" byttes ut mot "Papa Emeritus III" under låten "Genesis". Den 21 augusti släppte bandet sitt tredje album Meliora; albumet toppade Sverigetopplistan och var där i 49 veckor.
Den 15 februari vann bandet en Grammy i USA för låten "Cirice" i kategorin Årets Hårdrock/Metal. Den 24 februari 2016 vann bandet en Grammis för årets hårdrock/metal; bandet spelade även låten He Is under galan. Den 30 oktober spelade bandet på The Late Show with Stephen Colbert och framförde låten Cirice.  Under vintern 2015 och våren 2016 var bandet på turné i Nordamerika och Europa. Den 16 september 2016 släppte bandet sin andra EP Popestar som innehöll fyra covers och en egenskriven låt vid namn Square Hammer och senare genomförde de en USA-turné som hette Popestar Tour.
Den 30 september 2017 på Liseberg blev Papa Emeritus III dragen från scenen under Monstrance Clock och Papa Emeritus Zero (senare kallas Papa Nihil) blev introducerad.

### Prequelle (2018–2020)
Den 13 april 2018 släppte Ghost en ny singel, Rats, med en tillhörande musikvideo. Detta var bandets första release med den nya frontmannen Cardinal Copia.   Albumet Prequelle släpptes den 1 juni 2018. För att marknadsföra albumet genomfördes USA-turnén Rats! on the Road mellan 5 maj och 1 juni 2018. Ghost var sedan förband åt Guns N'Roses i Oslo, Norge den 19 juli 2018.
Den 9 september 2018 inleddes turnén A Pale Tour Named Death på Royal Albert Hall i London, Storbritannien.  Turnén pågick i flera etapper och avslutades den 3 mars 2020 i Mexico City, Mexiko med en spelning som kom att kallas A Final Gig Named Death.
Från maj till augusti 2019 var Ghost förband åt Metallica på deras WorldWired Tour. 
I en intervju i september 2019 meddelade Tobias Forge att Ghost inte skulle turnera något alls under 2020 när A Pale Tour Named Death-turnén var avslutad. I stället skulle man ägna tiden åt att jobba på ett nytt album som planerades att ges ut i början av 2021. 
Under turnéavslutningen i Mexico City upphöjdes Cardinal Copia till att bli Papa Emeritus IV under en dramatisk ritual. 

### Impera (2020–2023)
I oktober 2020 meddelade Ghost att inspelningarna av ett nytt album skulle påbörjas i januari 2021 och att skivsläppet skulle ske i slutet av 2021.
Papa Emeritus IV gjorde sin officiella debut i SVT:s På spåret den 22 januari 2021 där han framförde en cover på Rolling Stones Sympathy for the Devil tillsammans med The Hellacopters. 
Den 3 mars 2021 släpptes en musikvideo till Life Eternal, med material från den tidigare turnéavslutningen i Mexico City som visade hur Cardinal Copia transformerades till Papa Emeritus IV. 
I en intervju i oktober 2021 avslöjade Forge att det kommande albumet skulle handla om "ett imperiums uppgång och fall".  Den 20 januari 2022 släpptes den första singeln, Call Me Little Sunshine, och i samband med detta avslöjades att det nya albumet skulle heta Impera. Bandets femte album släpptes den 11 mars 2022  och i november 2022 utsågs albumet till Årets rockalbum i USA. 
I januari 2022 inleddes turnén Imperatour som sedan genomfördes i sju etapper:
| Område      | Tidsperiod               | Övriga artister/förband                 |
| ----------- | ------------------------ | --------------------------------------- |
| USA         | januari - mars 2022      | Volbeat, Twin Temple                    |
| Europa      | april - juni 2022        | Uncle Acid & The Deadbeats, Twin Temple |
| Nordamerika | augusti - september 2022 | Mastodon, Spiritbox                     |
| Europa      | maj - juli 2023          | The Hellacopters m.fl.                  |
| USA         | augusti - september 2023 | Amon Amarth                             |
| Sydamerika  | september 2023           |                                         |
| Australien  | oktober 2023             |                                         |

I maj 2023, innan turnéns andra Europaetapp, släpptes cover-EP:n Phantomime som innehöll covers på bland annat Genesis Jesus He Knows Me och Iron Maidens Phantom of the Opera. 
Imperatour avslutades i Brisbane, Australien, den 7 oktober 2023 och var den sista spelningen med Papa Emeritus IV som frontman.  Forge avslöjade senare att en Ghost-film var på gång och att den skulle innehålla material från de två Imperatour-spelningar som filmades i Inglewood, Los Angeles i september 2023.

### Rite Here Rite Now och Skeletá (2023–)
Den 1 december 2023 släpptes samlingsalbumet 13 Commandments med utvalda låtar från bandets tidigare album. Det var också första gången som låten Zenith släpptes på strömningstjänster.
I en intervju i december 2023 bekräftade Forge att arbetet med bandets sjätte album hade påbörjats och att ett par låtar redan var skrivna. 
Den 4 april 2024 publicerades en teaser för den kommande biofilmen. Filmens titel avslöjades inte, men teasern visade Papa Emeritus IV på scen och åtföljdes av budskapet att filmen skulle få premiär i hela världen snart.  En tid senare avslöjades att filmens titel var Rite Here Rite Now, att den skulle vara en förlängning av bandets Youtubeserie varvat med unika konsertklipp och att premiären skulle ske i juni 2024. 
Den 20 juni 2024 hade Rite Here Rite Now premiär på utvalda biografer över hela världen, och dagen efter släpptes den nya låten The Future Is a Foreign Land som finns med på filmens soundtrack och spelades för första gången under eftertexterna till filmen. 
Den 28 oktober 2024 meddelade bandet att de skulle ge sig ut på världsturné under 2025 med fler än 55 konserter i Europa, Nordamerika och Sydamerika från april till september, inklusive två stopp på hemmaplan med konserter i Linköping (SAAB Arena) och Sandviken (Göransson Arena). Turnén fick namnet "Skeletour".
Den 5 februari 2025 avslöjades namnet på bandets nya frontfigur, Papa V Perpetua, då namnet dök upp bland artisterna som skulle delta vid Black Sabbaths avskedskonsert Back to the Beginning. Den 5 mars 2025 släpptes Satanized, den första singeln och musikvideon från albumet Skeletá som släpptes den 25 april 2025. I musikvideon fick fansen en första glimt av den nya påven. Albumets andra singel, Lachryma, släpptes den 11 april och den tredje singeln, Peacefield, kom den 22 april 2025.
I maj 2025 toppade Ghost den amerikanska Billboard 200-listan med Skeletá, som första svenska artist sedan 1993.

## Kostymer
Något som utmärker Ghost är deras utklädnad och teaterelement på scen och i publicerat material. Bandets teater bygger på en bakomliggande mytologi baserat på en religiös sekt som styrs av en spöklik biskopsfigur titulerad Papa Emeritus (senare Papa V Perpetua). Sektens syfte är något oförklarad men i grunden har de ett musikband lett av Papa som står för sång. Bandets musiker kallas "Nameless Ghouls" (Namnlösa Gastar) och har okänd bakgrund.
Genom åren har bandets kostymer ändrats, primärt i och med att ett nytt album släpps men i grunden följer de vissa basregler. Några av bandets kostymer beskrivs närmare nedan. 

### Papa Emeritus
Papa Emeritus kostym bygger på de liturgiska kläder som brukas av biskopar inom den kristna tron. Han bär en mitra på huvudet och en mässhake över kroppen, ofta utsmyckad med nervända krucifix och mörka anti-kristna färger. Unikt för Papa Emeritus är dock att han bär ansiktsmålning föreställande en dödskalle. Vid tillfällen byts dock de klassiska liturgiska kläderna ut mot mer offentliga kostymer.

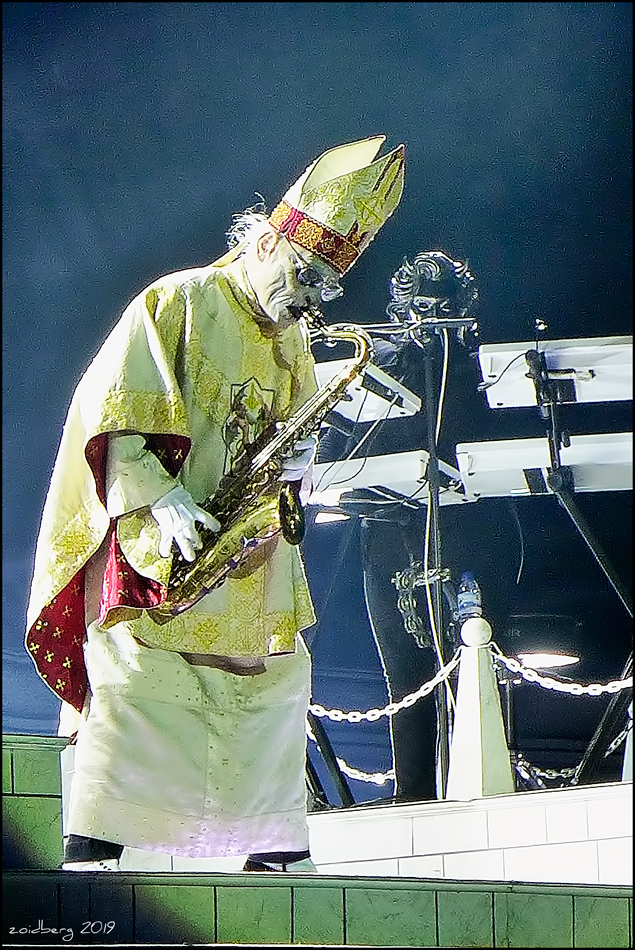
Papa Emeritus Zero "Papa Nihil" Förgyld vit mitra med röd bas och centerlinje med vitkantat ghostkrucifix i guld, samt vit mässhake med röd guldpyntad insida försedd med förgyllda ytterremsor längs kant, centerlinje och axlar. På mässhakens bröst sitter en sexkantad vapensköld innehållandes två vidunder från helvetet i kamp med varandra.
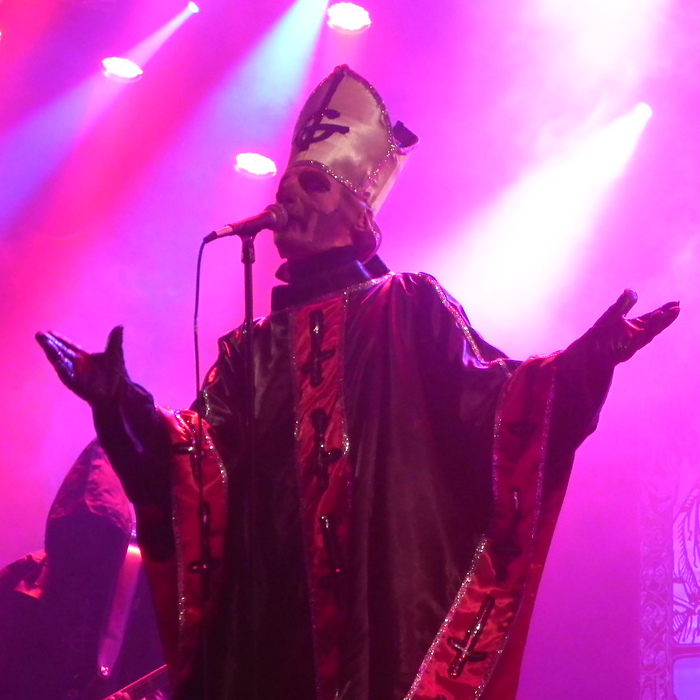
Tidig Papa Emeritus I Glitterkantig vit mitra med ghostkrucifix i svart, samt svart mässhake med glitterkantiga röda remsor längs kanten och centerlinjen pyntade med svarta nedåtvända krucifix.
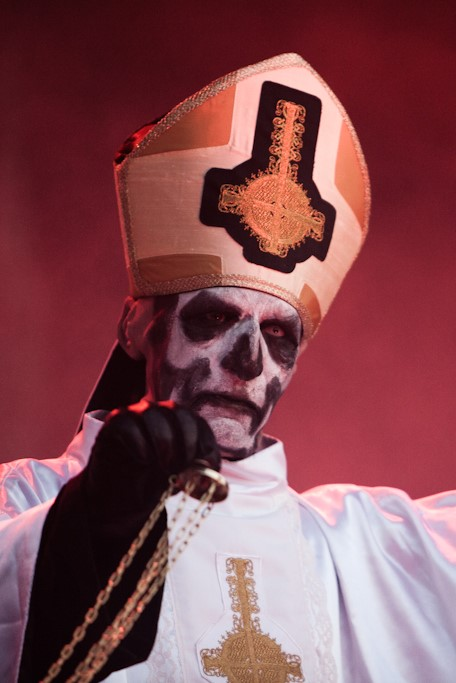
Sen Papa Emeritus I Guldig mitra med brett vitt kors försett med svartkantig ghostkrucifix i guld, samt vit mässhake med svart insida utsmyckad med "Ghostkrucifix" i guld längs ytterkanten och över ytterbröstet.
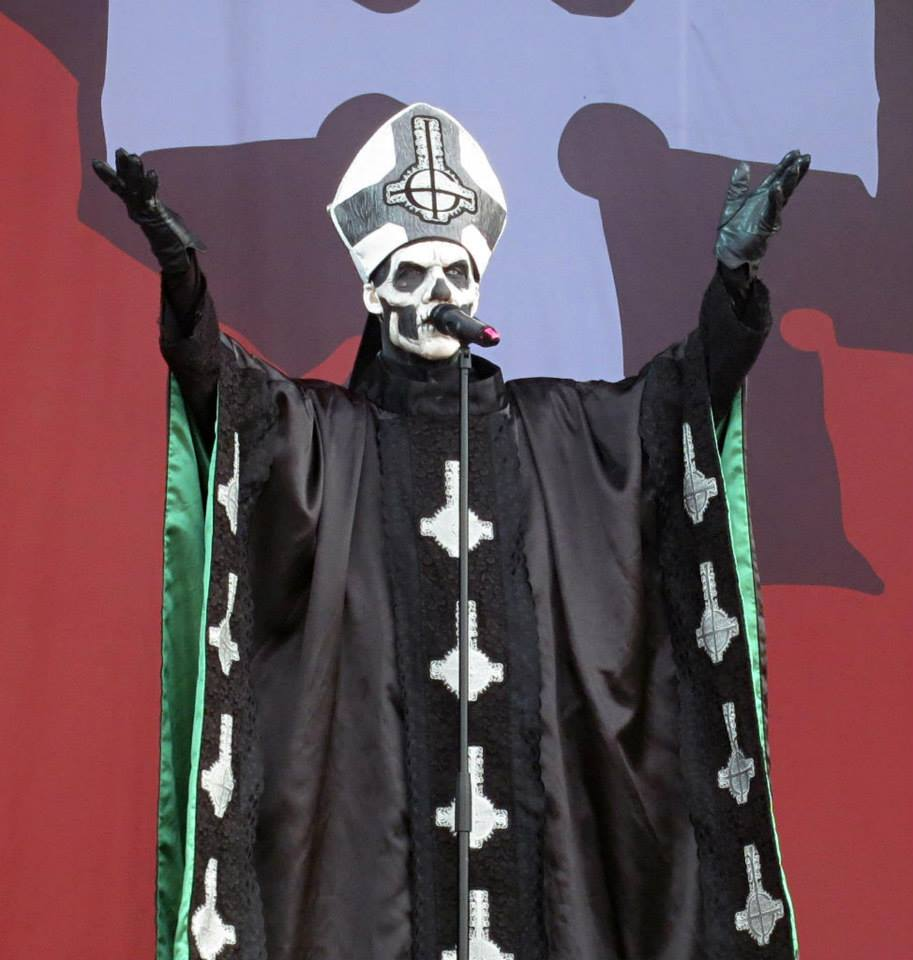
Papa Emeritus II Vit mitra med brett silvrigt kors försett med inverterat svartkantig ghostkrucifix i silver, samt svart mässhake med grön insida utsmyckad med ghostkrucifix i silver längs ytterkanten och yttre centerlinjen.
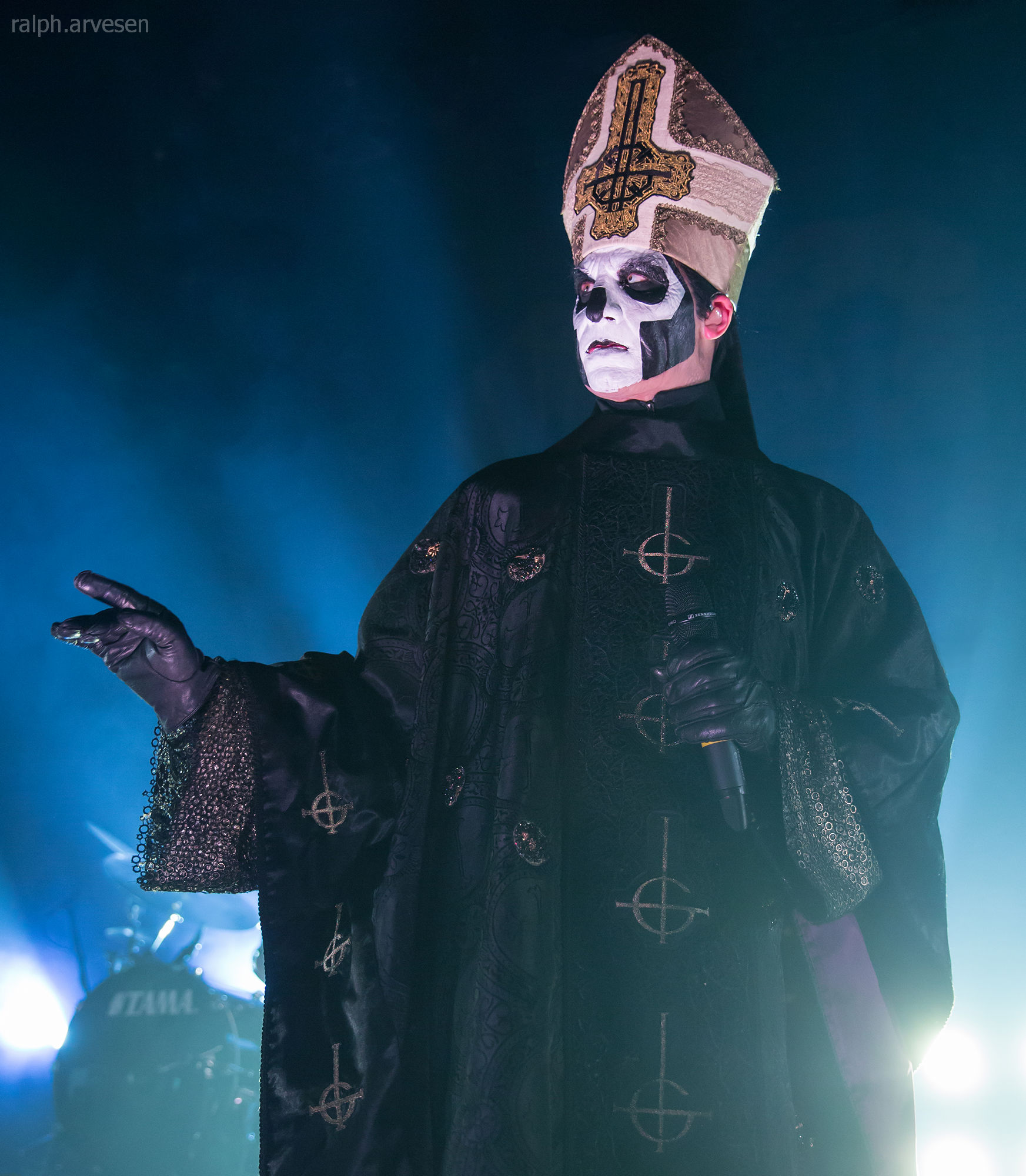
Liturgisk Papa Emeritus III Silvrig mitra med brett kantutsmyckat vitt kors försett med inverterat svartkantig ghostkrucifix i guld, samt svart mässhake med lila insida utsmyckad med ghostkrucifix i guld längs ytterkanten och yttre centerlinjen.
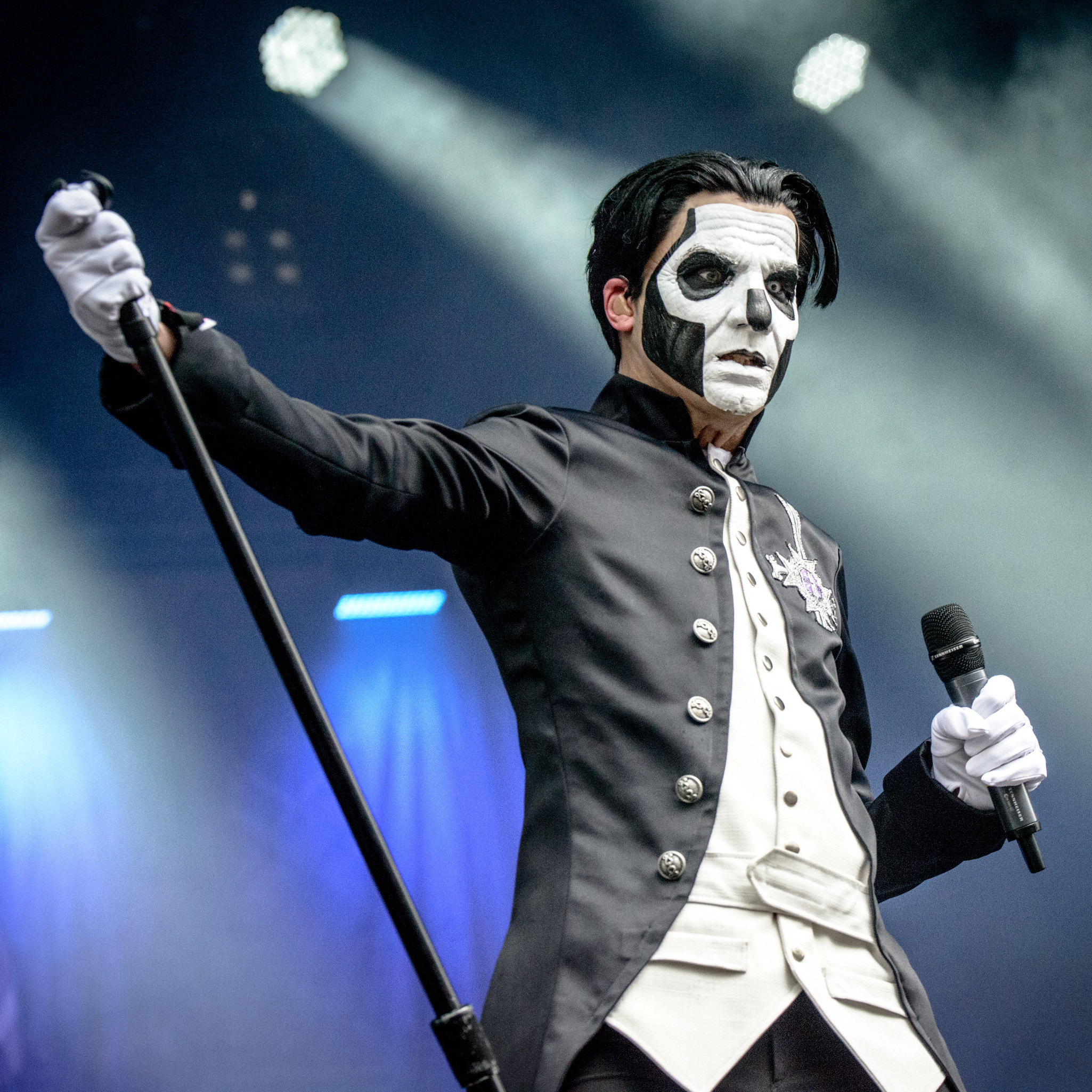
Offentlig Papa Emeritus III Svart finrock med öppen front och silvrig ghostkrucifix på vänster bröst, vit heltäckande innerväst med framskört, svarta byxor, och vita handskar.

### Nameless Ghouls
Nameless ghouls bar till en början kläder som efterliknade medeltida munkdräkt samt ansiktsmask i helfärg. Detta ändrades senare till lakejkläder med ansiktsmask. Lakejkläderna är primärt svarta och utsmyckade med diverse detaljer som kopplar dem till sekten.

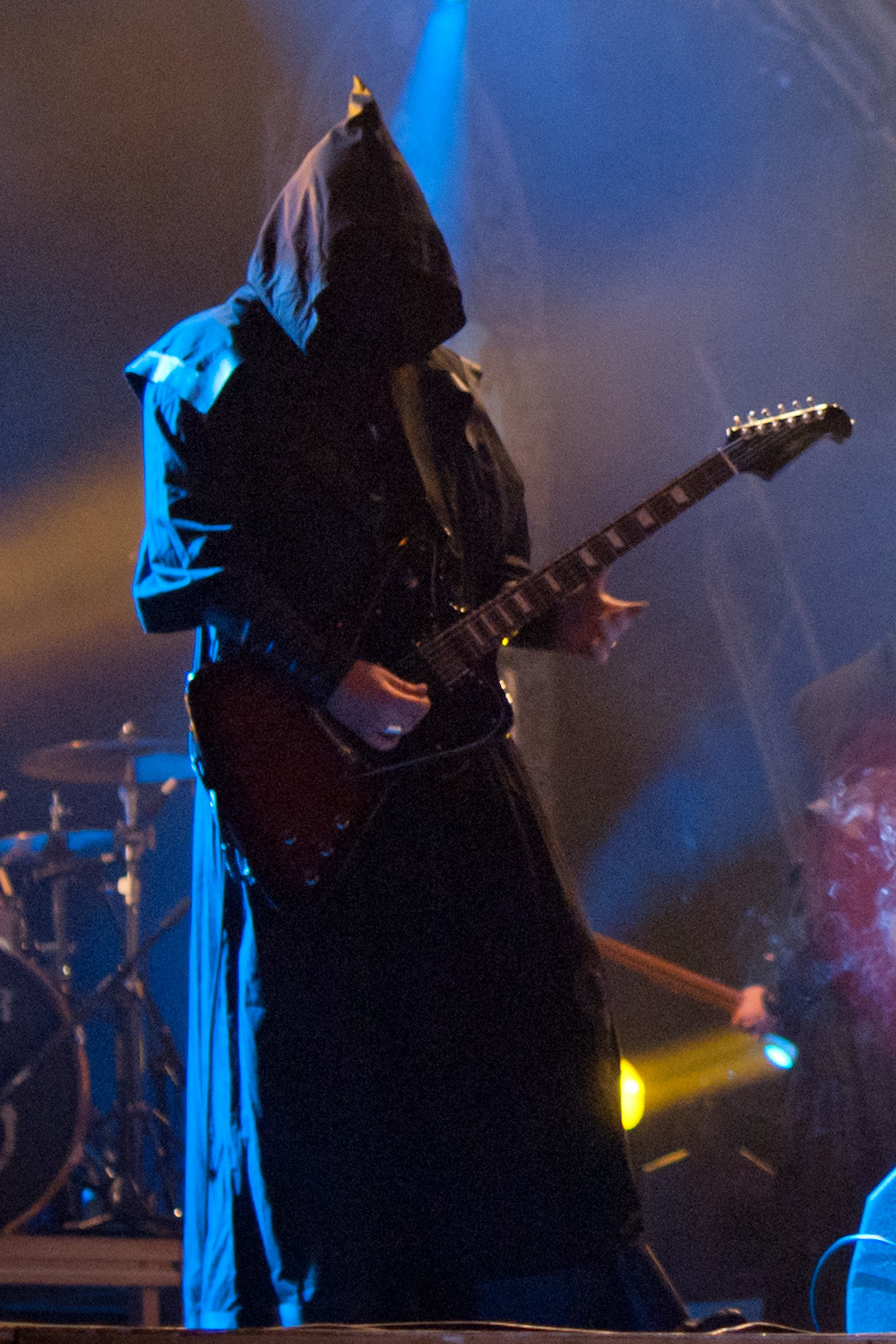
Tidiga Opus Eponymous Ghouls Svart munkhuva med alba och svart ansiktsöverdrag.
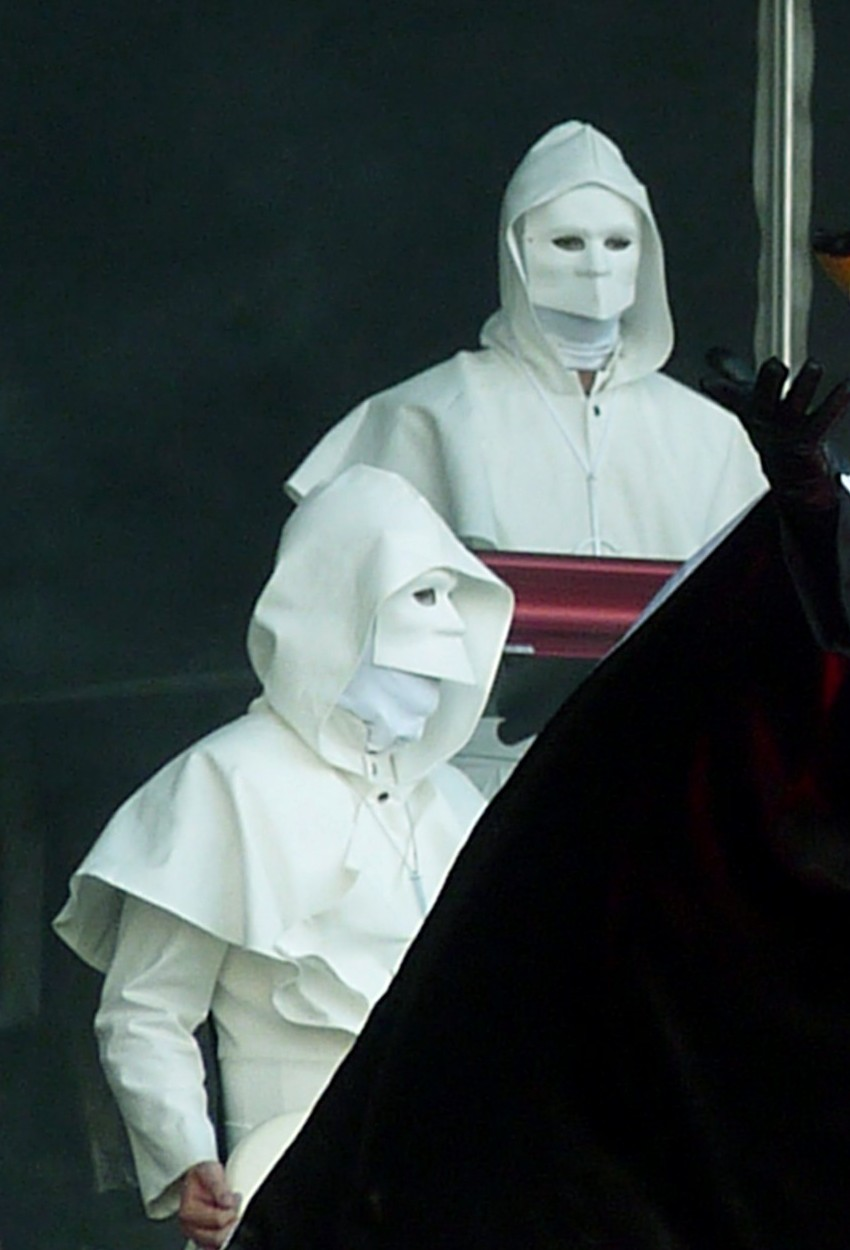
Senare Opus Eponymous Ghouls Vit munkhuva, vit alba, vit bandcingulum och vit bautamask med svart ghostkrucifix runt halsen. "Bautamasker är en traditionel karnevalmask i Venedig."
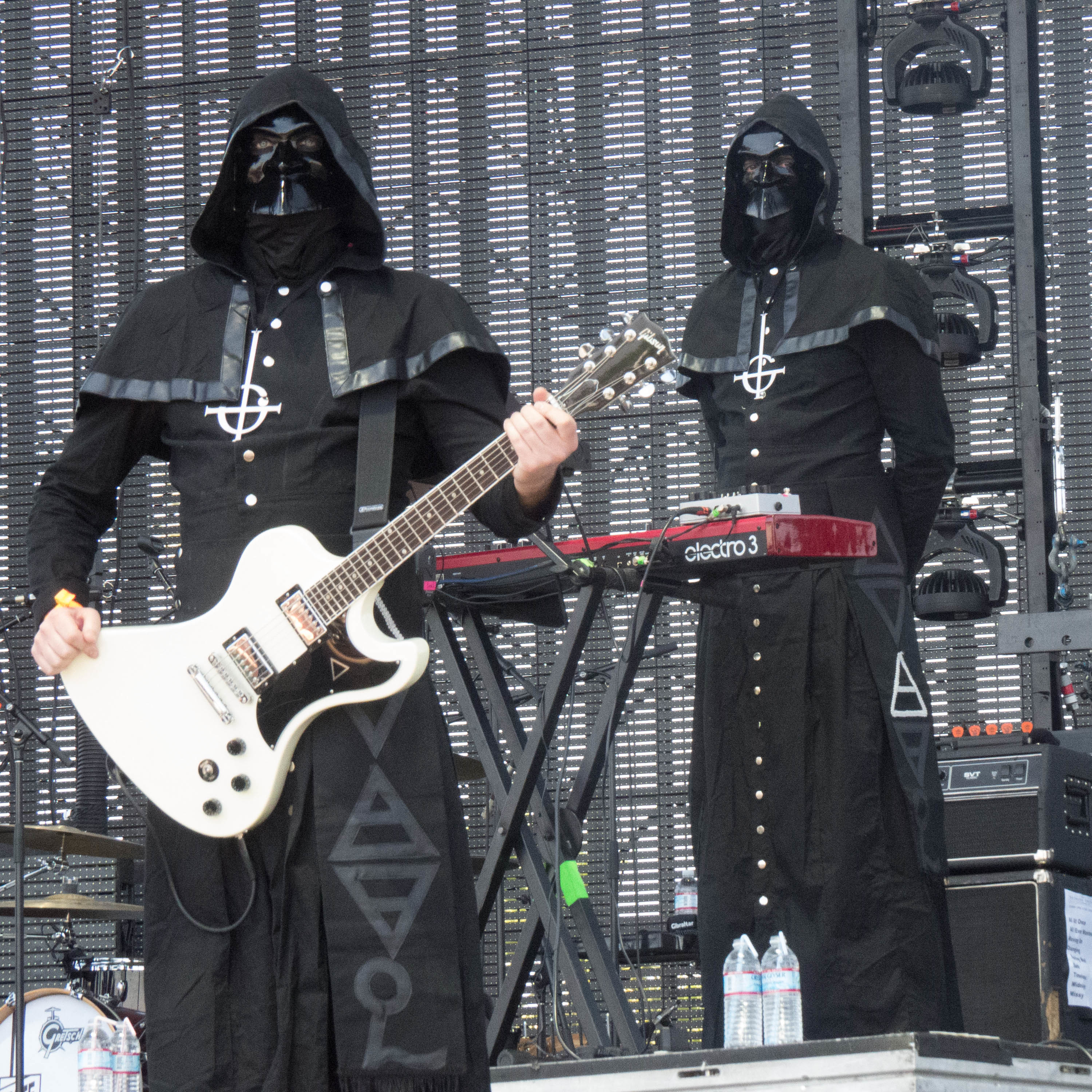
Infestissumam Ghouls Svart munkhuva, svart alba, svart bandcingulum och svart bautamask med vitt ghostkrucifix runt halsen. Bandcingulumet bär tecknen , vilket står för de bandnamn som tilldelas Ghoulsen, Eld, Vatten, Luft, Jord och Eter.
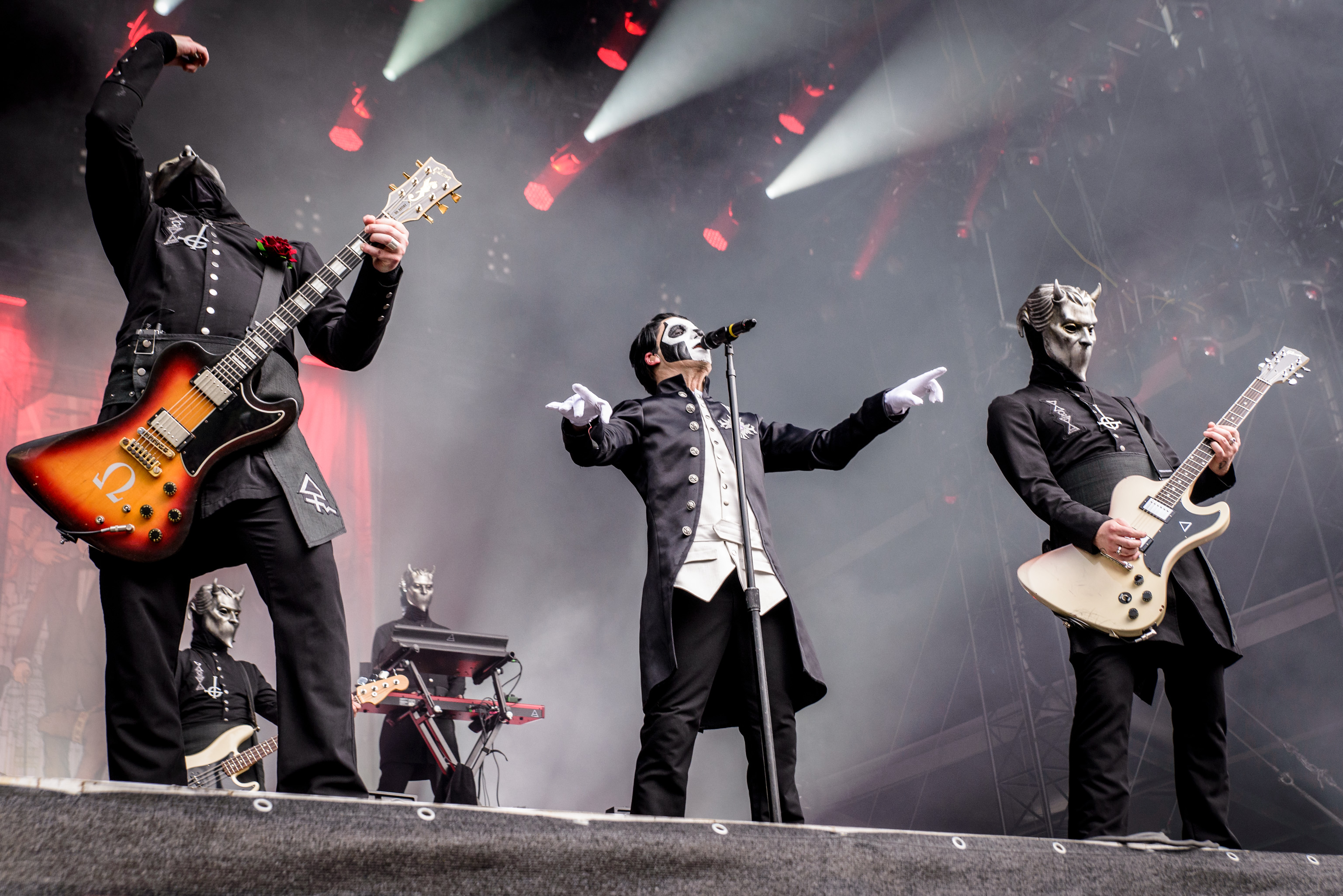
Meliora Ghouls Svartgrå lakejrock, svartgrå byxor, mörkgrå bandcingulum med elementtecken, silvrigt ghostkrucifix runt halsen, och en översittande djävulsmask i silver med blank mun, spetshaka och backslick.
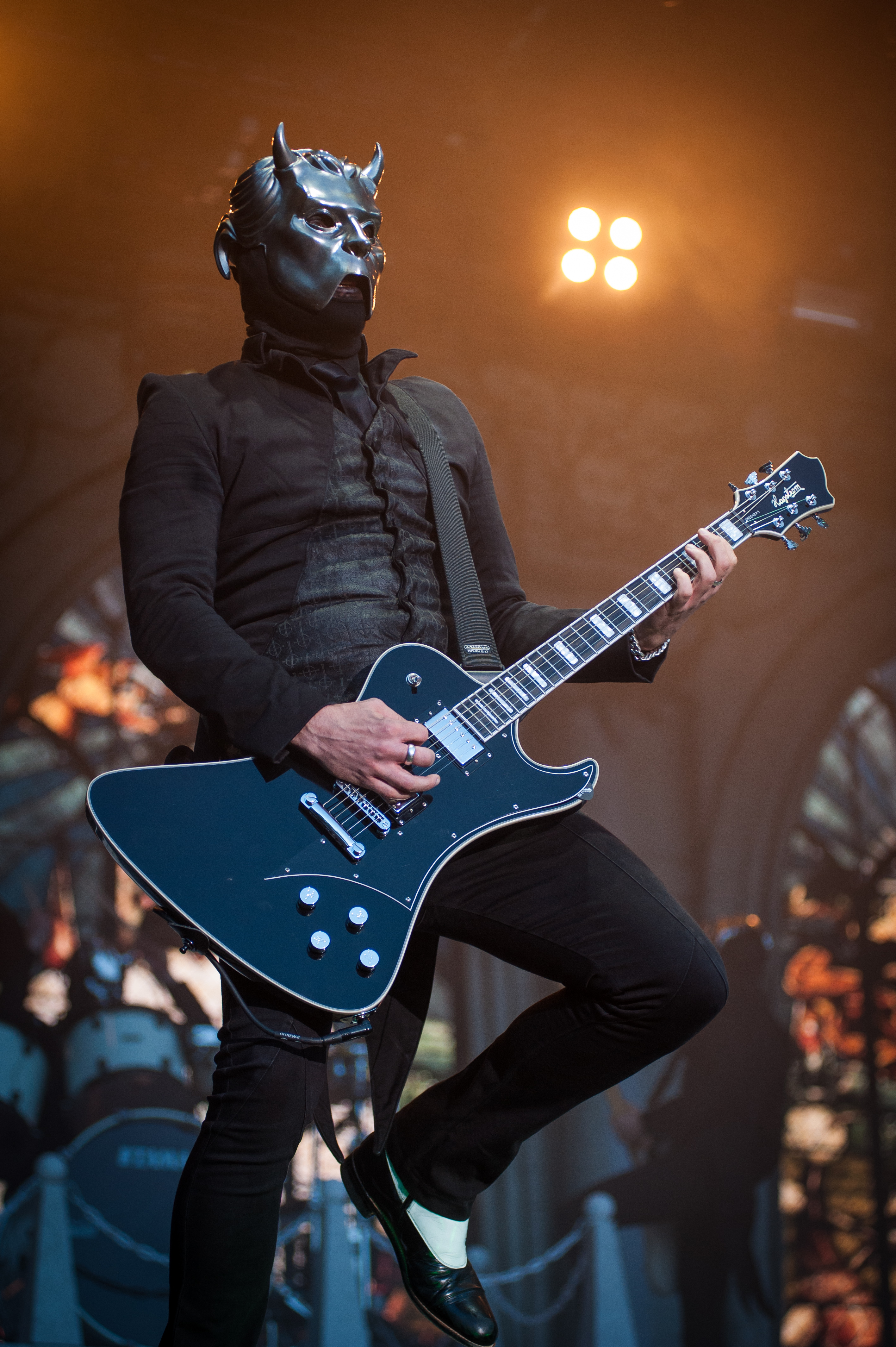
Manliga Prequelle Ghouls Svart lakejrock med dubbla skört baktill och öppen front, svart heltäckande innerväst med ghostkrucifixmönster, åtsittande svarta byxor, svarta läderskor med vita damasker, och en översittande djävulsmask i silver med munöppning utan haka och backslick.
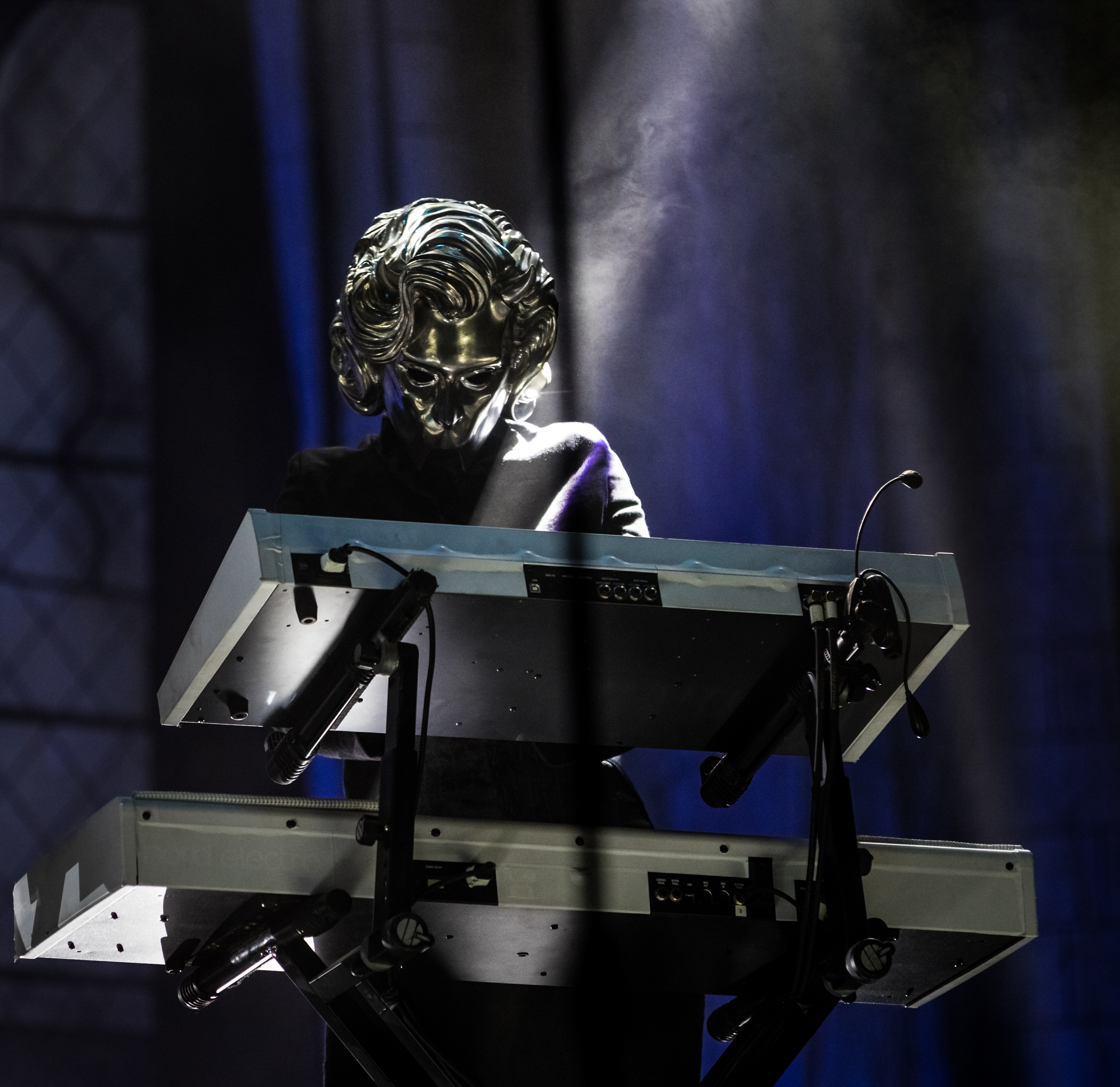
Kvinnliga Prequelle Ghouls Svart lakejrock med dubbla skört baktill och stängd front, svart innerplagg, åtsittande svarta byxor, svarta läderskor med vita damasker, och en översittande djävulsmask i silver med munöppning utan haka och krullig kvinnofrisyr.

### Cardinal Copia
Efter att Papa Emeritus III blev uttagen ur bandet introducerades en ny sångare under namnet Cardinal Copia som då än inte hade blivit tilldelad titeln Papa Emeritus. Cardinal Copia har visats i flera olika kostymer men han bär generellt frack med tillhörande tillbehör utan hatt.

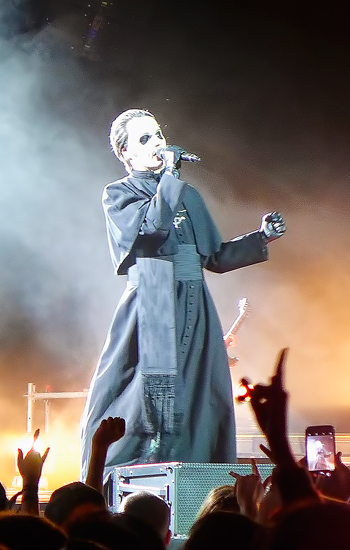
Liturgisk Cardinal Copia Svartgrå axelkappa, svartgrå alba, och mörkgrå bandcingulum.
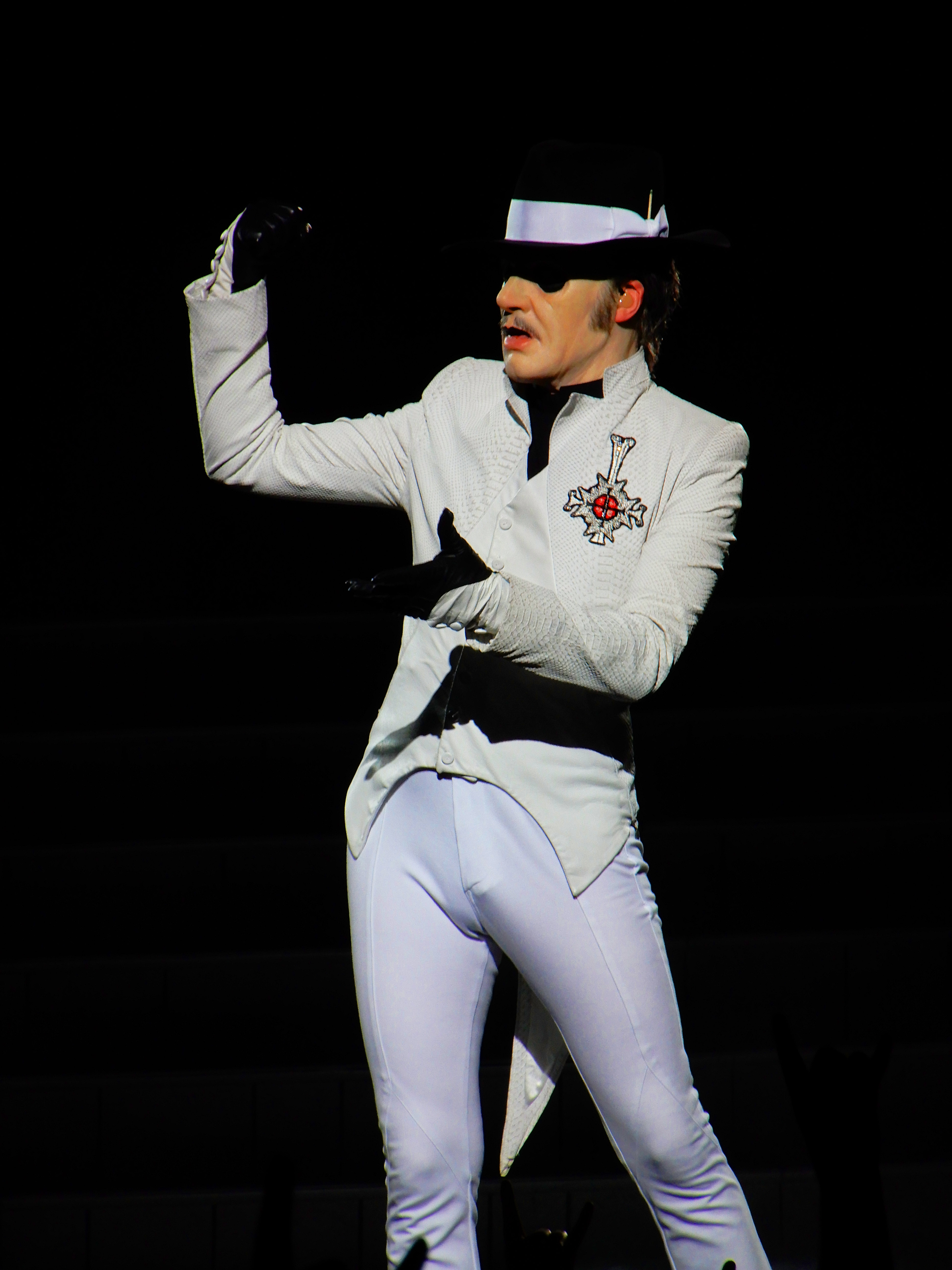
Cardinal Copia i vit frack
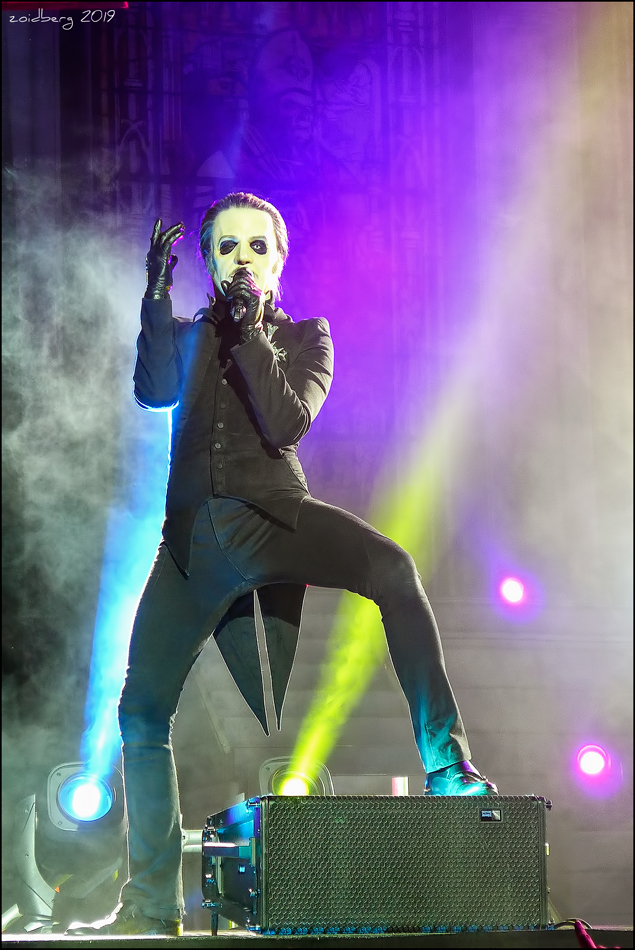
Cardinal Copia i svart frack
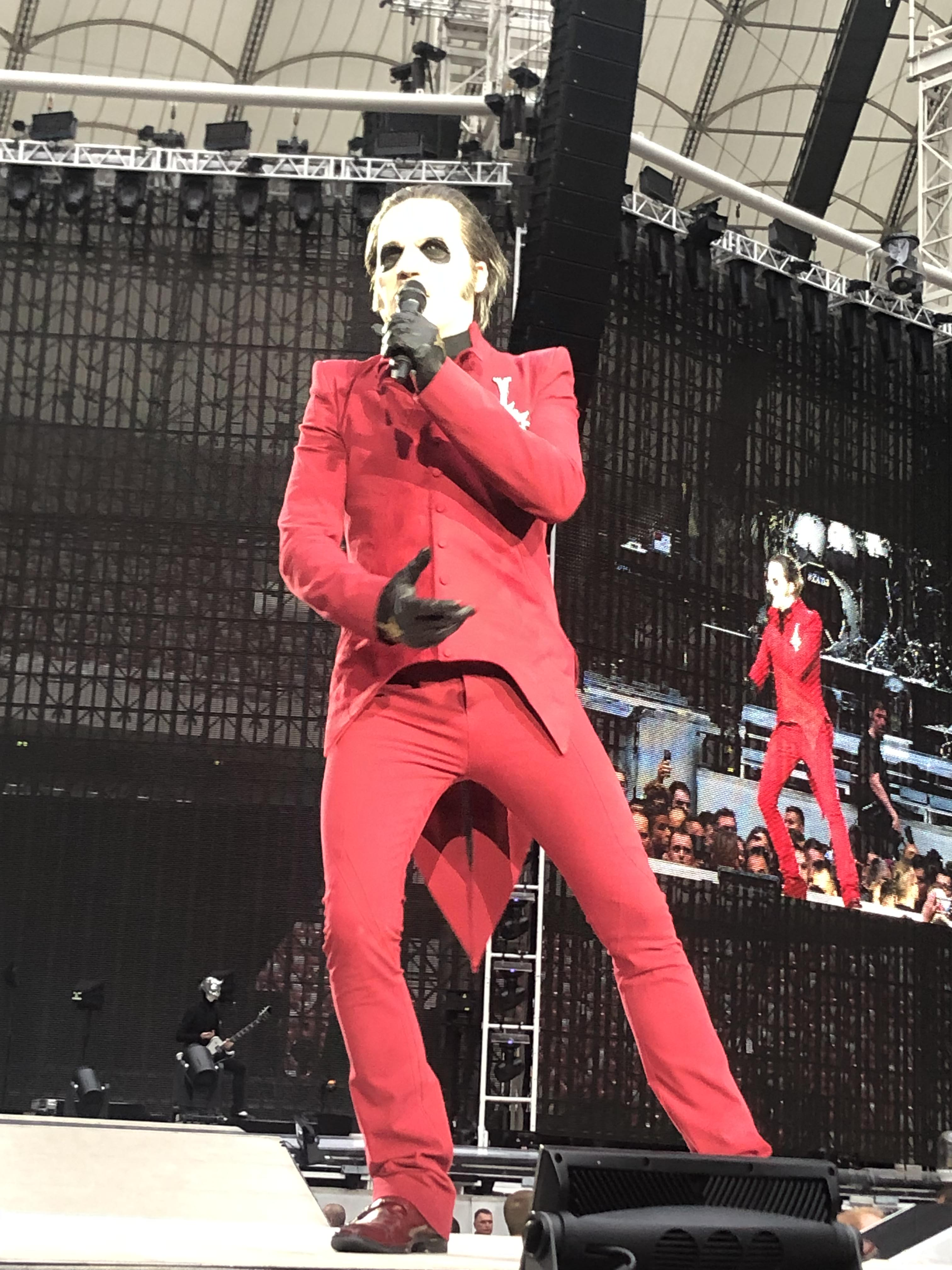
Cardinal Copia i röd frack

## Medlemmar
Nuvarande medlemmar
- Tobias Forge (Cardinal Copia, Papa Emeritus I, II, III och IV) – sång (2008–)

- Nameless Ghouls – alla medlemmar:[52]
  -  Dewdrop, gitarr
  -  Rain, basgitarr
  -  Air #6, keyboard
  -  Mountain, trummor
  -  Phantom, gitarr
  -  Aurora, bakgrundssång och tamburin
  -  Cirrus, keyboard och tamburin
  -  Multi, bakgrundssång och percussion

Tidigare medlemmar
- Omega/Aether/Martin Persner – gitarr (2010–2016)
- Fire/Alpha/Simon Söderberg – gitarr (2010–2016)
- Water/Aether/Henrik Palm – basgitarr, gitarr (2015–2016)
- Water – Linton Rubino (2013–2014)
- Water – Rikard Ottosson (2011–2013)
- Water/Mist – Megan Thomas  (2016–2016)
- Air – Mauro Rubino (2011–2016)
- Earth – Aksel Holmgren (2010–2014)
- Earth – Martin Hjertstedt (2015–2016)
- Aether – Chris Catalyst – kompgitarr (2017-2023)
- Multi/Sunshine – Sophie Amelkin – bakgrundssång, tamburin (2022-2022)

## Diskografi
Demoer
- 2010 – Demo 2010

Studioalbum
- 2010 – Opus Eponymous[54]
- 2013 – Infestissumam[55]
- 2015 – Meliora
- 2018 – Prequelle
- 2022 – Impera
- 2025 – Skeletá

EP
- 2013 – If You Have Ghost
- 2016 – Popestar
- 2019 – Seven Inches of Satanic Panic
- 2023 – Phantomime

Livealbum
- 2017 – Ceremony and Devotion
- 2024 – Rite Here Rite Now

Singlar
- 2010 – "Elizabeth"
- 2012 – "Secular Haze"
- 2013 – "Year Zero"
- 2015 – "Cirice"
- 2015 – "He Is" (promosingel)
- 2015 – "From the Pinnacle to the Pit"
- 2016 – "Square Hammer"
- 2018 – "Rats"
- 2018 – "Dance Macabre"
- 2019 – "Seven Inches of Satanic Panic"
- 2021 – "Hunter's Moon"
- 2022 – "Call Me Little Sunshine"
- 2022 – "Mary On A Cross (slowed + reverb)"
- 2023 – "Spillways" med Joe Elliott från Def Leppard
- 2024 – "The Future Is A Foreign Land"
- 2025 – "Satanized"
- 2025 – "Lachryma"
- 2025 – "Peacefield"

Samlingsalbum
- 2023 – 13 Commandments

## Nomineringar
- 2011 Grammis för årets hårdrock/metal
- 2012 Metal Hammer Golden Gods för årets genombrott
- 2013 Loudwire Music Awards för årets liveband, årets metal album, årets metal band, årets låt, Year Zero för årets musikvideo och Papa Emeritus II för årets sångare
- 2014 P3 Guld för bästa hårdrock/metal[56]
- 2014 Grammis för bästa hårdrock/metal
- 2015 Loudwire Music Awards för årets liveband, årets metal album, årets metal låt, årets metal video, Papa Emeritus III för årets sångare och Nameless Ghoul för årets basist
- 2015 Rockbjörnen för årets hårdrock
- 2015 Gaffapriset för årets album, årets grupp, årets livegrupp och årets hårdrock/metal
- 2016 P3 Guld för årets hårdrock/metal och årets guldmick
- 2016 Metal Hammer Golden Gods för årets internationella band
- 2016 Bandit Rock Award för årets grupp, årets album och årets liveband
- 2016 Grammy för Best Metal Performance of the year
- 2016 Grammis för årets hårdrock/metal
- 2016 Rockbjörnen för årets hårdrock/metal och årets livegrupp
- 2017 Bandit Rock för årets liveband, årets grupp och årets album
- 2019 Grammis för årets hårdrock/metal
- 2019 Grammy för Best Rock Album och Best Rock Song
- 2022 American Music Awards för Favorite Rock Album
- 2022 Kerrang! Awards för Best International Act
- 2023 Grammis för årets hårdrock/metal
- 2023 Grammy för Best Metal Performance
- 2023 iHeartRadio Music Awards för Best Rock Album och Rock Artist of the Year
- 2024 Grammy för Best Metal Performance

## Turnéer
- Draconian Times MMXI (29 mars – 1 april 2011)
- Defenders of the Faith III (27 november – 8 december 2011)
- 13 Days of Doom (18 januari – 2 februari 2012)
- Heritage Hunter Tour (4 april – 12 maj 2012)
- Jägermeister Music Tour 2013 (18 mars – 25 mars 2013)
- Haze Over North America (12 april – 18 maj 2013)
- Still Hazing Over North America (27 juli – 3 august 2013)
- Maiden England World Tour 2013 (29 juni – 2 oktober 2013)
- Hail to the King tour (3 oktober – 26 oktober 2013)
- The Devil Put Dinosaurs Here tour (9 november – 16 november 2013)
- Tour Zero Year 2014 (17 april – 17 maj 2014)
- Maiden England World Tour 2014 (8 juni – 1 juli 2014)
- Unholy/Unplugged tour (18 augusti – 23 augusti 2015)
- Meliora Promo tour (27 augusti – 30 augusti 2015)
- Black to the Future Tour (22 september 2015 – 31 juli, 2016)
- Popestar Tour (16 september 2016 – 13 maj 2017)
- The Book of Souls World Tour (3 juni – 22 juli 2017)
- Popestar tour (forts.) (11 augusti – 30 september 2017)
- Rats! On The Road (5 maj – 1 juni 2018)
- A Pale Tour Named Death (16 november – 15 december 2018)
- A Summer Tour Named Death (extra av a pale tour)
- The Ultimate Tour Named Death (extra av a pale tour).
- Imperatour/Re-Imperatour (25 januari 2022 – 7 oktober 2023)
- Skeletour (15 april – 25 september 2025)